# Nemesia fertoni
Nemesia fertoni là một loài nhện trong họ Nemesiidae.
Nemesia fertoni được miêu tả năm 1914 bởi Simon.